# Arik Einstein
Arik Einstein (Hebreeuws: (אריק איינשטיין) (ירדן) (Tel Aviv, 3 januari 1939 – aldaar, 26 november 2013) was een invloedrijk Israëlisch zanger, film- en televisieacteur en tekstdichter.
Hij was lid van de bands Green Onion, Yarkon Bridge Trio en The High Windows. Zijn samenwerking met Shalom Hanoch en de Churchills-band bracht de eerste Israëlische rock-albums voort.
Einstein schreef veel liedjes die hijzelf uitvoerde en die, vooral ook nadat hijzelf vrij vroeg in zijn carrière ophield met optreden, populaire nummers werden in het repertoire van een grote schaar aan Israëlische artiesten. Tot zijn beroemdste liedjes behoren Ani we-ata (nesjane et ha'olam) (ik en jij (veranderen de wereld)), Sa leat (rij langzaam), Josjev al hagader (zitten op het hek), Ima Sjeli (mijn moeder) en Oef gozal (vlieg, kuiken). Daarnaast was hij de belangrijkste vertolker van de teksten van de Israëlische dichter Avraham Halfi.
Arik Einstein werd geboren als zoon van de toneelspeler Yaakov Einstein. Hij was lid van een linkse jeugdvereniging en werd nationaal jeugdkampioen hoogspringen.

## De vroege bandperiode
Tegen zijn militaire dienst solliciteerde hij op aandringen van zijn vader voor een plaats in een militaire band. Hij werd aangenomen bij de band van de Nachal-brigade. Hier deed hij mee aan de producties Tsariech lichiot (men moet leven) en Lo latset mehakelem (hou je kalm).
Na beëindiging van zijn verplichte legerdienst in 1959 werd Einstein lid van Sambation-theater en de amusementsgroep Green Onion, waar ook Chaim Topol aan meedeed. In 1960 kwam zijn eerste soloplaat uit, Arik Einstein, waarop vier nummers stonden. Hierop werd hij onder de artiestennaam Ari Goren lid van een jeugdband, met deelname van onder anderen Shaike Levi en Nechama Hendel.
Van 1964 tot 1966 was hij lid van het Yarkon Bridge Trio, aanvankelijk met Yehoram Gaon en Beni Amdorski en daarna met Israël Gurion en Amdorski, die later verdergingen als het succesvolle duo Haparvarim. Het Yarkon Bridge Trio produceerde twee succesvolle albums met Einstein, Ahava rishona (eerste liefde) en Hatochnit hachadasha (het nieuwe programma).
Hij overleed op 26 november 2013 in een ziekenhuis in Tel Aviv.

## Discografie
(onvolledig)

Soloalbums

(Componist/bewerker krijgt hetzelfde krediet als Einstein)
- 1966 - Shar bishvileh (Zingen voor jou)
- 1968 - Yashan vegam hadash (Oud en ook nieuw)
- 1968 - Mazal Gedi (Sterrenbeeld steenbok)
- 1969 - Fuzi
- 1970 - Plastelina
- 1970 - Shablul (Slak)
- 1971 - Badeshe etzel Avigdor (Bij Avigdor op het gras)
- 1972 - Jasmin
- 1974 - Sa leat (Rij langzaam)
- 1976 - Haahava panim rabot la (De liefde heeft vele gezichten)
- 1995 - Yesh li Ahava (Er is liefde in mij)
- 2004 - Shtei Gitarot, Bass, Tupim '(Twee gitaren, bass, drums)
- 2006 - Regaim (Ogenblikken)

Met de Hoge Vensters
- 1966 - Hahalonot hagvohim (De hoge vensters)

Met het Yarkon Bridge Trio
- 1965 - Ahava rishona (Eerste liefde)
- 1966 - Hatochnit hachadasha (Het nieuwe programma)
- 2001 - The collection (box-set)

Singles/mini-lp's
- 1960 - Arik Einstein